# Heterogenius burgeoni
Heterogenius burgeoni är en skalbaggsart som beskrevs av Thierry Bourgoin 1921. Heterogenius burgeoni ingår i släktet Heterogenius och familjen Cetoniidae. Inga underarter finns listade i Catalogue of Life.